# Мамилиан Палермский
Мамилиа́н Пале́рмский (лат. Mamilianus Panormitanus; ?, Палермо — 15 сентября 460, Монтекристо) — епископ Палермо, святой (дни памяти — 12 марта, 15 сентября).

## Житие
Мамилиан родился, вероятно, в Палермо, стал епископом, но во время преследования со стороны вандалов (450 год) был подвергнут нападению со стороны ариан и отправлен в изгнание в Африку, в Карфаген. Жил в изгнании со товарищи жизнью отшельника.
В одном из источников сообщается, что святой был изгнан в Тоскану королём вандалов Гензерихом. Однако благодаря заступничеству Африканского епископа или кого ещё из отзывчивых христиан, он бежал на Сардинию. После этого он поселился на острове Монтекристо. Согласно местному преданию, святой Мамилиан победил дракона на этом острове, а также изменил само название острова, который раньше назывался Монтеджове, то есть гора Юпитера, на Монтекристо, то есть гора Христа. Община отшельников, которые были, по преданию, учениками святого Мамилиана и жили на острове, примерно в 600 году основала там монастырь. Согласно одному из преданий, Мамилиан впоследствии отправился на остров Джильо, где и умер.
Также по одному из преданий, святой Мамилиан был наставником святой Нинфы. Его почитают с Нинфой, а также вместе со святыми Евстотием (Eustotius, Eustozio), Прокулом (Proculo, Procuro) и Гольбодеем (Golbodeus, Golbodeo, Golbudeo). Впрочем, последнее имя может оказаться искажением имени Кводвультдей (Quodvultdeus), которое носили и другие святые.

## Почитание
Согласно преданию острова Джильо, обитатели Эльбы и Генуи пытались похитить мощи святого уже в день похорон, так что тело святого было расчленено на части. На острове Джильо осталась рука святого.
В некоторых источниках сообщается, что мощи святого были перенесены в Рим, в храм Святой Марии в Монтичелли, а оттуда — в Сполето. Некоторая часть мощей могла быть взята в Палермо. Другое предание гласит, что Козимо III Медичи вернул целиком тело святого Мамилиана на Джильо в конце XVII века.
На острове Джильо праздник в честь святого начинается 15 сентября и длится четыре дня, включая шествие с вынесением мощей (руки святого Мамилина), играми, музыкой и традиционной службой.
В 1673 году архиепископ Палермо Juan Lozano воздвиг статуи святых Мамилиана, Евстотия, Прокула и Гольбодея в соборе Палермо. Статуи Максимилиана и Гольбодея выполнены мастером Травалья (Travaglia), статуи Евстотия и Прокула — мастером Антонио Анелло (Antonio Anello).